# Phil Bodner
Phil Bodner (13. června 1917, Waterbury, Connecticut, USA – 24. února 2008, New York, New York) je americký jazzový klarinetista, saxofonista a flétnista. Po většinu své kariéry působil jako studiový hudebník. Během své kariéry spolupracoval s mnoha dalšími hudebníky, mezi něž patří například Oliver Nelson, Oscar Brown, Miles Davis, Billie Holiday a Billy Cobham. V roce 1981 vydal vlastní album nazvané Fine and Dandy.